# Mount Griffin
Mount Griffin ist ein 1760 m hoher Berg im ostantarktischen Viktorialand. Er ragt 21 km ostsüdöstlich des Mount Bolt auf und markiert das südliche Ende der Anare Mountains.
Der United States Geological Survey (USGS) kartierte ihn anhand eigener Vermessungen und Luftaufnahmen der United States Navy aus den Jahren von 1960 bis 1963. Das Advisory Committee on Antarctic Names benannte ihn 1964 nach Chief Warrant Officer Joe R. Griffin von der United States Air Force, der als Hubschrauberpilot zur Unterstützung des USGS in diesem Gebiet zwischen 1962 und 1963 tätig war.